# Natalya Radina
Natalya Radina (également appelée Natalya Radzina, biélorusse : Наталля Радзіна), née le 3 mai 1979 à Kobryn, est une journaliste biélorusse et rédactrice en chef du site d'information indépendant Charte 97, qui publie de nombreux articles critiques à l'égard de l'État biélorusse et du président biélorusse Alexandre Loukachenko.

## Rédactrice en chef de Charte 97
À la suite de l'élection présidentielle contestée de décembre 2010 — au cours de laquelle le candidat pro-démocratie Andreï Sannikov a perdu face à Alexandre Loukachenko — des manifestants de l'opposition manifestent, alléguant une fraude. Radina et le personnel de Charte 97 publient de nombreux articles documentant les arrestations et les blessures des manifestants par les forces de sécurité de l'État.

## Répression
Le 21 décembre 2010, le bureau de Charte 97 est perquisitionné par des agents du Comité de sécurité d'État de la République de Biélorussie (connu en russe sous le nom de « KGB »). Natalya Radina n'a que le temps de poster « Nous sommes tous au KGB » sur le site avant d'être arrêtée et emmenée.
Natalya Radina est alors mise en examen pour « organisation de troubles de masse », un délit passible d'une peine de quinze ans de prison. Amnesty International la qualifiée de prisonnière d'opinion et exige sa libération, de même que le Comité pour la protection des journalistes. Natalya Radina est libérée le 31 janvier 2011 sous condition qu'elle déménage de la capitale de Minsk à sa ville natale de Kobryn. On lui ordonne de ne pas quitter Kobryn et de s'enregistrer tous les jours auprès de la police ; en outre, son passeport est confisqué et il lui est interdit de parler de son cas.
Incapable de travailler, Natalya Radina fuit la Biélorussie vers la Russie en mars 2011. Elle passe quatre mois cachée à Moscou avant de recevoir l'asile de la Pologne et de s'y installer. Elle continue d'agir comme rédactrice en chef de Charte 97. Plus tard en 2011, elle obtient l'asile politique en Lituanie.
En juillet 2018, alors qu'elle vit en Pologne, Natalya Radina reçoit une menace de mort qu'elle attribue aux autorités biélorusses. Reporters sans frontières appelle les autorités polonaises à identifier l'origine de la menace et à assurer sa protection.

## Récompenses
En novembre 2011, le Comité pour la protection des journalistes lui remet son Prix international de la liberté de la presse en reconnaissance de son « journalisme courageux ». Dans son discours d'acceptation, Natalya Radina blâme « l'indifférence étrangère » pour la poursuite de la dictature de Loukachenko et appelle les gouvernements étrangers à se rappeler que « toute la Biélorussie est aujourd'hui une grande prison ».